# Гейлсбург (Північна Дакота)
Гейлсбург (англ. Galesburg) — місто (англ. city) в США, в окрузі Трейлл штату Північна Дакота. Населення — 118 осіб (2020).

## Географія
Гейлсбург розташований за координатами 47°16′13″ пн. ш. 97°24′31″ зх. д. / 47.27028° пн. ш. 97.40861° зх. д. (47.270184, -97.408744).  За даними Бюро перепису населення США в 2010 році місто мало площу 0,45 км², уся площа — суходіл.

## Демографія
Згідно з переписом 2010 року, у місті мешкало 108 осіб у 56 домогосподарствах у складі 29 родин. Густота населення становила 242 особи/км².  Було 64 помешкання (144/км²).
Расовий склад населення:
| - 98,1 % — білих - 1,9 % — корінних американців |

До двох чи більше рас належало 0,0 %. Частка іспаномовних становила 0,0 % від усіх жителів.
За віковим діапазоном населення розподілялося таким чином: 13,0 % — особи молодші 18 років, 61,1 % — особи у віці 18—64 років, 25,9 % — особи у віці 65 років та старші. Медіана віку мешканця становила 49,3 року. На 100 осіб жіночої статі у місті припадало 145,5 чоловіків;  на 100 жінок у віці від 18 років та старших — 129,3 чоловіків також старших 18 років.
Середній дохід на одне домашнє господарство  становив 65 652 долари США (медіана — 43 958), а середній дохід на одну сім'ю — 81 586 доларів (медіана — 34 375). За межею бідності перебувало 13,7 % осіб, у тому числі 0,0 % дітей у віці до 18 років та 17,6 % осіб у віці 65 років та старших.
Цивільне працевлаштоване населення становило 72 особи. Основні галузі зайнятості: транспорт — 27,8 %, освіта, охорона здоров'я та соціальна допомога — 16,7 %, науковці, спеціалісти, менеджери — 12,5 %, сільське господарство, лісництво, риболовля — 12,5 %.